# Стироне
Стиро́не (итал. Stirone; лат. Sesterrio) — небольшая речка в области Эмилия-Романья в северной Италии, левый приток реки Таро, впадающий в неё поблизости от слияния с По. Длина реки составляет 63,4 км. Площадь водосборного бассейна — 305 км². Средний расход воды в устье с 1991 по 2011 года — 2,50 м³/с.
Источники реки располагаются на склонах Монте-Меццано (Monte Mezzano) и Монте-Санта-Кристина (Monte Santa Cristina). На некотором участке река образует границу между провинциями Пьяченца и Парма. Затем она составляет основу регионального парка Стироне и затем протекает по городу Фиденца. Река впадает в Таро около восточной окраины Фонтанелле.
По преданию св. Домнин из Фиденцы был умучен на её берегах в 304 г.

## Окаменелости
В долине реки найдены окаменевшие останки черепах, китов и моллюсков. Эти окаменелости можно увидеть в музеях Сальсомаджоре и Фиденци.